# Mattityahu Peled
Mattityahu (Matti) Peled (Hebreeuws: מתתיהו "מתי" פלד), geboren als Mattityahu Ifland (Haifa, 20 juli 1923 - 10 maart 1995), was een Israëlisch majoor-generaal, vredesactivist, politicus en docent Arabische taal en literatuur. Avraham Katsnelson, een van de ondertekenaars van de Israëlische Onafhankelijkheidsverklaring, was een van zijn grootouders. Getrouwd met Zika Peled is hij de vader van Nurit Peled-Elhanan en Miko Peled.
Zij kregen nog een dochter en een zoon.

## Jeugd en studie
Tijdens zijn jeugd was hij een aanhanger van de Canaanisme-beweging die door Yonatan Ratosh was opgericht, een rechts-nationalistische beweging die in de jaren 30 tot 70 van de 20e eeuw actief was.
Hij studeerde Rechtsgeleerdheid in Londen (1946-47), Midden-Oostenstudies aan de Hebreeuwse Universiteit van Jeruzalem (1961-63) en behaalde zijn bachelorsgraad aan de Universiteit van Californië - Los Angeles in 1971. Hem werd een doctoraat toegekend in de Literatuur.

## Israëlisch leger
Peled trad toe tot de Palmach (elitekorps) in 1941. Tijdens de Arabisch-Israëlische Oorlog van 1948 was hij pelotoncommandant en raakte hij ernstig gewond. Ook Yitzhak Rabin maakte deel uit van dit (Jeruzalem-)peloton. Zij bleven altijd bevriend.(Bron?|Miko noemt hem een oorlogsmisdadiger)
Hij was commandant in de door Israël bezette Gazastrook van november 1956 tot maart 1957, toen het Israëlische leger de invasie uitvoerde op de Sinaïwoestijn. Hij diende eveneens als commandant tijdens de Zesdaagse Oorlog in 1967. Twee jaar na de oorlog verliet hij het leger, omdat het conflict naar zijn mening als middel had moeten dienen om het vredesproces te starten.

## Politieke activiteiten
Als een van de eersten in de jaren '70 bepleitte hij het bevorderen van vrede door middel van het creëren van een Palestijnse staat naast de Israëlische.
Zo behoorde hij in 1975 tot de stichters van de Israëlische Raad voor Israëlisch-Palestijnse vrede (Israëli council for Israëli-Palestinian Peace), samen met Uri Avnery, Jakov Amon, Jossi Amitar, Amos Keinan, Arjeh Eliav e.a..
Vanaf 1982 (Libanonoorlog) maakte hij deel uit van delegaties die Arafat bezocht. Hij vertelde erover aan Jitzhak Rabin.
Hij was de oprichter van de Arabisch-Joodse Partij. Hij had zitting in het parlement tot 1988.
Bij zijn begrafenis in 1995 kwamen  personen uit de Joodse en Palestijnse wereld hem gedenken. Ook kwam er een condoleance van Jasser Arafat.
Zijn zoon Miko Peled, geboren in Jeruzalem in 1961, volgt de voetsporen van zijn vader. Hij is van oordeel dat de oorlog van 1967 werd gevoerd vanwege een keuze en niet vanwege een existentiële dreiging voor de staat Israël. In tegenstelling tot zijn vader houdt hij vol dat Israël/Palestina één staat is, en dat de veranderde feiten en structuren een mogelijke aangrenzende levensvatbare Palestijnse staat teniet hebben gedaan. Hij vindt dat Israëliërs en Palestijnen het verdienen om als gelijken in vrede wonen in een thuisland dat ze samen delen.